# Ланнурьен, Жорж де
Жорж Баразе де Ланнурьен (фр. Georges Barazer de Lannurien; 1915, Сен-Мало — 1 марта 1988, Кламар) — французский военный и деятель партизанского движения Второй мировой войны.

## Биография
Родился в 1915 году в местечке и одноимённой коммуне Сен-Серван (ныне Сен-Мало), Бретань, Франция. Родом из военной семьи. Окончил специальное военное училище Сен-Сир. В звании лейтенанта участвовал в обороне Франции во время Второй мировой войны, в 1940 году попал в плен в Германию. Содержался в тюрьме города Наход, откуда сбежал спустя два года в Силезию. При попытке выбраться к словацким партизанам Жорж был арестован в Трнаве и отправлен под полицейский надзор. Он попытался выбраться в Венгрию, но был снова арестован и брошен в лагерь у озера Балатон, откуда также сумел сбежать. Позднее он установил связь с югославскими партизанами и при их поддержке сумел выйти на территорию Италии, подконтрольную партизанам. Там его снова арестовали.
В апреле 1944 года Жорж сумел по поддельному паспорту снова выбраться из плена и найти словацких партизан. Среди них Жорж нашёл множество своих соотечественников, отправленных в лагеря военнопленных Чехословакии и сбежавших оттуда. Из этих французов был создан партизанский батальон имени генерала Леклерка при словацкой партизанской бригаде имени Милана Растислава Штефаника. В его составе были не только французы, но и советские военнопленные. Новость об образовании отряда вскоре была сообщена командованию Красной Армии и Французских свободных сил. Обычно сдавшихся в плен солдат французской армии лишали всех воинских званий, но здесь Шарль де Голль принял исключительное решение и вернул всем французам-членам партизанских отрядов в Европе воинские звания. Тем самым Жорж де Ланнурьен был произведён в капитаны французской армии.
Осенью того же года грянуло Словацкое национальное восстание, в котором участвовал и де Ланнурьен. Он командовал группой из 250 партизан, составленной из бывших узников лагерей военнопленных и тех, кто сбежал с принудительных работ во Франции и Германии. 29 августа 1944 года бригада приняла боевое крещение, завязав бои в области Стречна и понеся там значительные потери. Чуть позже она сражалась под Врутками и Гронске-Святе-Крижем. В конце восстания она держала оборону при Стара-Хуте, а после его подавления ушла к Магурке и Иляновской долине. К декабрю 1944 года в живых осталось только 10 человек, которые вступили в партизанский отряд «Клескень» и в январе 1945 года установили связь с советскими войсками.
После войны Жорж де Ланнурьен был принят лично Шарлем де Голлем и продолжил службу в армии, работая военным атташе в Будапеште. В 1950 году его обвинили в шпионаже в пользу СССР, и он тут же ушёл в отставку. До конца жизни работал на автозаводе компании «Рено». Скончался 1 марта 1988 года.
Награждён орденом Почётного легиона (офицер), орденом Словацкого национального восстания 1 степени и орденом Ленина. Его имя выгравировано на стелле в городе Роскоф, где он и похоронен. Также его имя носит школа в Словакии.